# Anthony Parr
Anthony Parr – australijski zapaśnik walczący w stylu wolnym. Srebrny medalista mistrzostw Oceanii w 1996; szósty w 1995 roku.